# Rudencindo Carbajal
Rudencindo Carbajal (La Paz, Bolivia; 1 de mayo de 1820 - La Paz, Bolivia; 10 de junio de 1881) fue un abogado, político, diputado y prefecto boliviano. Fue también varias veces ministro durante los gobiernos de Manuel Isidoro Belzu, Jorge Córdova, José María Achá y Tomas Frías.
Su figura pasó a la historia boliviana por haberse desempeñado como prefecto del departamento de La Paz durante las Matanzas de Yañez, ocurrida en la ciudad de La Paz el año 1861. 

## Biografía
Rudencindo Carbajal nació en la ciudad de La Paz el 1 de mayo de 1820. Inició sus estudios primarios en 1826 y los secundarios en 1834, saliendo bachiller el año 1838. Continúo con sus estudios superiores ingresando a la carrera de derecho de la Universidad Mayor de San Andrés (UMSA), graduándose como abogado en 1843.
A partir de 1844, Carbajal empezó a trabajar en un ministerio como funcionario público ascendiendo tiempo después hasta el cargo del oficial mayor en dicho ministerio. Aun joven con sus 29 años, Carbajal es nombrado ministro del Interior y Culto de Bolivia el 9 de junio de 1849 por el gobierno del presidente Manuel Isidoro Belzu.
Años después y con el mismo gobierno sería nombrado prefecto del departamento de La Paz, algunos años más tarde y ya durante el gobierno del presidente Jorge Córdova, Carbajal se desempeñó como ministro de la Corte Suprema de Justicia en 1855.

## Matanzas de Yañez
Durante el gobierno de José María Linares, Carbajal deja la vida pública para dedicarse al ejercicio de su profesión trabajando como abogado independiente. 
Después de la caída del gobierno del presidente Linares en 1861, se conforma una junta de gobierno liderizada por el general José María Achá, la cual sube al poder tomando por 4 meses la riendas del país, es en ese entonces que dicha junta decide llamar nuevamente a la política a Rudencindo Carbajal para posesionarlo como el nuevo prefecto del departamento de La Paz.
No pasó mucho tiempo cuando meses después, en ese mismo año, el presidente José María Achá dejó la ciudad de La Paz para viajar al interior del país y dejando el mando del departamento de La Paz al prefecto Carbajal. 
Es entonces que el coronel Yañez, aprovechando que el presidente Achá no se encontraba en la sede de gobierno, decide realizar uno de los asesinatos en masa jamás perpetrados en la ciudad y en la historia de Bolivia del siglo XIX. Carbajal no pudo controlar a Yañez ni la violencia que se desató en las calles durante esos días, saliéndole todo fuera de control y de su alcance.
Al año siguiente, en 1862 es nombrado nuevamente por el presidente Achá como ministro de Hacienda de Bolivia. Cuando el gobierno de Achá cae por un golpe de Estado realizado por Mariano Melgarejo Valencia en 1864, Carbajal decide retirarse por un tiempo de la función pública hasta la caída del gobierno de Melgarejo el año 1871.
El 15 de enero de 1871, el general Agustín Morales logró derrocar al gobierno tirano y despótico del temido Mariano Melgarejo, en uno de los combates más sangrientos y feroces del país y la cual paso a denominarse Batalla de La Paz de 1871.
Una vez derrocado Melgarejo, el presidente Morales decide convocar a una asamblea general para ser ratificado en la presidencia de Bolivia, Carbajal asistió a dicha asamblea como diputado representante de la ciudad de Sucre.
En 1873 vuelve a trabajar a la Corte Suprema de Justicia pero esta vez ya no como ministro sino como vocal. Ese mismo año es nombrado prefecto del departamento de Potosí por el primer gobierno de Tomás Frías Ametller pero sería por un breve tiempo ya que el presidente Frías lo posesionó nuevamente en el cargo de ministro de Hacienda de Bolivia. Cabe mencionar que Frías puso a Carbajal en el ministerio porque este era un hombre que ya había permanecido anteriormente en ese mismo ministerio durante tres veces y tenía la suficiente experiencia además que su personalidad siempre fue honrada, de prestigio y versación en los negocios públicos.

## Últimos años y fallecimiento
El 28 de diciembre de 1879, Carbajal conformó la junta de gobierno que desconoció la autoridad del gobierno del presidente Hilarión Daza y que posteriormente lo derrocaría. En 1880 fue diputado a la convención nacional representando a la ciudad de La Paz. Después de haber permanecido durante 31 años (1849-1880) en la vida pública y política del país, Carbajal decide retirarse a la vida privada.  
Rudencindo Carbajal falleció en la ciudad de La Paz el 10 de junio de 1881 a los 61 años de edad.